# Judy Grahn
Judy Rae Grahn (Chicago, 28 de julio de 1940) es una poeta y escritora estadounidense. Inspirada por sus experiencias de privación de derechos como lesbiana, se convirtió en una poeta feminista, muy apreciada en los círculos clandestinos antes de alcanzar la fama. Una influencia importante en su trabajo es la Teoría Metafórmica, que remonta las raíces de la cultura moderna a los antiguos ritos menstruales, aunque ella no considera la filosofía como exclusivamente feminista. Grahn enseña mitología femenina y literatura antigua en el Instituto de Estudios Integrales de California y otras instituciones.

## Vida personal
Nació en 1940 en Chicago, Illinois. Su madre era asistente de fotógrafo y su padre cocinero. Grahn describe su infancia en "una ciudad del desierto de Nuevo México económicamente pobre y espiritualmente deprimida a fines de la década de 1950, cerca de la frontera infernal del oeste de Texas". Cuando tenía dieciocho años, se fugó para casarse con una estudiante llamada Yvonne de una universidad cercana. Grahn atribuye a Yvonne el haberle abierto los ojos a la cultura LGBT. Poco después se unió a la Fuerza Aérea de los Estados Unidos. A los veintiún años fue dada de baja (de una manera "menos que honorable", afirmó) por ser lesbiana.
Grahn experimentó una buena cantidad de homofobia durante los trabajos ocasionales que hizo para ganar dinero para la escuela, tratando de encontrar una vivienda y siendo golpeada por su atuendo de "marimacho". "Estas sacudidas me enseñaron todo lo que necesitaría saber sobre la opresión de los homosexuales", mencionó en una entrevista con Tongue.
A la edad de 25 años, Grahn sufría de linforreticulosis por inoculación, o fiebre por arañazo de gato, que la llevó a entrar en coma. Tras superar su enfermedad, se dio cuenta de que quería convertirse en poeta. Esta comprensión se debió en parte al abuso y el maltrato al que Grahn enfrentó por ser abiertamente lesbiana. Sobre el incidente, Grahn dijo: "Me di cuenta de que si iba a hacer lo que me había propuesto hacer en mi vida, tendría que ir hasta el final y asumir todos los riesgos que pudieras... Decidí que no haría nada que no quisiera hacer que me alejara de mi arte".
Grahn se trasladó posteriormente a la Costa Oeste de los Estados Unidos, donde se involucró activamente en el movimiento de poesía feminista de la década de 1970. Durante este período, surgieron muchos rumores relacionados con el peso de Grahn y un posible trastorno alimentario. Grahn atribuye su cuerpo delgado a los malos hábitos alimenticios, a fumar cigarrillos y al café.
Obtuvo su doctorado en el Instituto de Estudios Integrales de California. Hasta 2007, Grahn fue directora de los programas de Women's Spirituality (MA) y Creative Inquiry (MFA) en el New College of California. Vive en California y enseña en el Instituto de Estudios Integrales de California, el New College of California y el Instituto de Psicología Transpersonal. Enseña mitología femenina y literatura antigua, conciencia metaformica (una filosofía creada por Grahn) y Parentesco poco común, un curso que utiliza teorías de su filosofía Metafórmica.

## Carrera
Grahn supo que era poeta a los nueve años y estuvo escribiendo poesía hasta los dieciséis cuando se tomó un descanso. No fue hasta los veinticinco años cuando se comprometió conscientemente con su trabajo después de superar su enfermedad.
Fue miembro del Gay Women's Liberation Group, GWLG, el primer colectivo lésbico-feminista de la Costa Oeste, fundado en 1969. Grahn y su pareja, la artista Wendy Cadden, publicaron libros, poemas y gráficos. Esto contribuyó a establecer las bases del Women's Press Collective (Colectivo de Prensa de Mujeres, WPC), que hizo todo lo posible por dedicarse "exclusivamente al trabajo de lesbianas privadas de derechos por raza o clase". GWLG también es responsable de fundar la librería para mujeres A Woman's Place. Los poemas de Grahn aparecieron en "publicaciones periódicas, performances, chapbooks y de boca en boca, y fueron documentos fundacionales del feminismo lésbico". Su trabajo no se extendió a una audiencia comercial hasta finales de la década de 1970; sin embargo, tenía amplia audiencia clandestina antes de 1975. Carl Morse y Joan Larkin citan el trabajo de Grahn como "impulsor de la explosión de poesía lésbica que comenzó en los años 70". 
La poesía de Grahn es a veces verso libre y está impregnada de su identidad lesbiana feminista. Sus obras se mantienen fieles a sus raíces de clase trabajadora, y tratando el racismo, el sexismo, el clasismo y la lucha que supone ser mujer y lesbiana. Utiliza un lenguaje sencillo y lo que la Poetry Foundation describe como una "curiosidad etimológica que a menudo evita la metáfora en favor del encantamiento". Grahn no limita su trabajo a escribir poesía, sino que también colabora con otros artistas como la cantautora Anne Carol Mitchell y la bailarina y coreógrafa Anne Blethenthal. Su escritura es muy política y se centra en la fuerza de la cultura lesbiana y los criticados prejuicios heterosexistas y el patriarcado.
En la actualidad, Grahn es coeditora de la revista on-line Metaformia, una revista sobre la menstruación y la cultura femenina.

### Obra
Su primera colección de poesía, Edward the Dyke and Other Poems se publicó en 1971 y se combinó con She Who (1972) y A Woman is Talking to Death (1974) en una colección de poesía titulada The Work of a Common Woman en 1978. En 1974 realizó una lectura de poesía de los dos primeros libros en un evento organizado por el Colectivo Feminista Westbeth Playwrights. En A Woman is Talking to Death, Grahn afirmó que comenzó "una redefinición para mí del tema del amor". Una colección de poemas seleccionados y más recientes, Love belongs to those who do the feeling (2008) ganó el Premio Literario Lambda 2009 de poesía lésbica.
La poesía de Grahn se ha utilizado como una fuente de empoderamiento y una forma de restablecer la posesión de palabras y signos de la cultura lésbica que las personas ajenas al colectivo a menudo usan como despectivos. En un breve poema de la colección She Who (1971-1972), afirma con seguridad: "Soy el dique en el asunto, la otra / Soy el muro con la arrogancia femenina / Soy el dragón, la daga peligrosa / Yo soy la machorra, la 'bulldagger'".
En 1993, Grahn escribió su segundo libro, Blood, Bread and Roses: How Menstruation Created the World, que se centra en los rituales menstruales como el origen de la civilización humana mediante el uso de la antropología, la historia, la arqueología, los mitos y las historias.
Además, las líneas de su colección Common Woman se convirtieron en "piedras de toque para el movimiento de mujeres en los años setenta, como 'la mujer común es tan común como el mejor pan / y ascenderá".

### Teoría
Margot Gayle Backus cita como el mejor trabajo de Grahn su poema, "A Woman is Talking to Death". Ella defiende su "extraordinario impacto en sus audiencias y lectores", y lo atribuye a "la asunción por parte de Grahn de una voz poética vulnerable y absolutamente creíble que sin miedo y escrupulosamente dice la verdad a un poder abrumador pero, sin embargo, identificable, nombrable y por lo tanto negociable". Backus sostiene que la "voz poética profética" de Grahn puede atribuirse a obras como "Lycidas " o la de los poetas Shakespeare y Donne. Backus escribe que en "A Woman is Talking to Death", "los temas centrales de la elegía y la lírica del amor se compenetran de maneras complejas e innovadoras. . . Grahn consolida temáticamente dos grandes géneros poéticos canónicos con profundas raíces en el desarrollo histórico de la representación poética en Europa a la vez que los transforma radicalmente al introducir en forma poética un amplio nexo de tendencias en la escritura lésbica del siglo XX". 
Grahn es una de las principales teóricas tras la Teoría Metaformica, una teoría que remonta las raíces de la cultura a los antiguos ritos menstruales. La teoría surgió por primera vez en su libro Blood, Bread, and Roses. Aunque algunos creen que Grahn era separatista debido a su implicación en el feminismo lésbico, ella afirma que su filosofía Metaformica es inclusiva.
Grahn también juega con el lenguaje en su poema "The woman in three pieces". Lydia Bastida Tullis cita a Grahn como una poeta que enfatiza las propiedades formales del lenguaje "al forzar cada vez más su capacidad para tener 'sentido" y, en última instancia, cuestionando "la relación del hablante (y del lector) con el lenguaje".

## Reconocimientos
Aparte del Premio Literario Lambda, Grahn ha recibido otros premios por su trabajo. Ha recibido una subvención del National Endowment for the Arts, un premio American Book Review, un American Book Award, un American Library Award y un premio Founding Foremothers of Women's Spirituality. Recibió el premio Bill Whitehead a la trayectoria de Publishing Triangle en 1994.

### Premio Judy Grahn de literatura de no ficción lesbiana
En 1997, Publishing Triangle, una asociación de lesbianas y gays en el ámbito editorial, estableció el Premio Judy Grahn de no ficción lésbica para reconocer el mejor libro de no ficción del año que afecte a la vida de las lesbianas.

## Obras

### No ficción
- Another Mother Tongue. Boston: Beacon Press (1984). ISBN 978-0807079119.
- The Highest Apple: Sappho And The Lesbian Poetic Tradition (Spinster's Ink 1985).
- Really Reading Gertrude Stein: A Selected Anthology With Essays (Crossing Press 1990). ISBN 0-89594-381-6.
- Blood, Bread, and Roses: How Menstruation Created the World (Beacon Press 1993). ISBN 0-8070-7505-1.[11]
- A Simple Revolution: the Making of an Activist Poet (Aunt Lute Books 2012).
- con Gina Covina y Laurel Galana. The Lesbian Reader. Barn Owl Books (1975). ISBN 0-9609626-0-3.
- con Lisa Maria Hogeland. The Judy Grahn Reader. San Francisco: Aunt Lute Books (2009). ISBN 1-879960-80-X.

### Ficción
- Mundane's World. Crossing Press (1988). ISBN 0-89594-316-6.
- The Work of a Common Woman: The Collected Poetry of Judy Grahn 1964–1977. Crossing Press (1984). ISBN 0-89594-155-4.
- A Simple Revolution. Aunt Lute Books (27 de noviembre de 2012). ISBN 1-879960-87-7.

### Poesía
- The Common Woman Poems (Colectivo de prensa de mujeres, 1970).
- Edward the Dyke and Other Poems. (Colectivo de Prensa de Mujeres 1971).
- A Woman is Talking to Death (Colectivo de prensa de mujeres 1974).
- She Who (Colectivo de Prensa de Mujeres / Diana Press 1977).
- The Work of a Common Woman: Collected Poetry (1964-1977). Prensa de San Martín (1982). ISBN 0-312-88948-8.
- The Queens of Wands. (Crossing Press 1982). ISBN 0-89594-095-7.
- The Queen of Swords (Beacon Press 1987).
- Love Belongs to Those Who Do the Feeling (1966-2006). Red Hen Press (2008). (Ganadora del Premio Literario Lambda 2009).
- Hanging on our Own Bones (Red Hen Press 2017).[12]

### Grabaciones
- Detroit Annie Hitchhiking (2009).
- Lunarchy (2010).

## Otras lecturas
- Dehler, Johanna. Fragments of Desire: Sapphic Fictions in Works by H.D., Judy Grahn, and Monique Wittig. Nueva York: Peter Lang Publishing (1999). ISBN 0-8204-3617-8.
- Marc, Stein. "Encyclopedia of Lesbian, Gay, Bisexual, and Transgender History in America". Charles Scribner's Sons/Thomson/Gale (2004). ISBN 9780684312620.
- Zimmerman, Bonnie."Lesbian Histories and Cultures: An Encyclopedia". Garland Publishing, Inc. (2000). ISBN 0-8153-1920-7.